# Nenzel (Nebraska)
Nenzel je selo u američkoj saveznoj državi Nebraska. Prema popisu stanovništva iz 2010. u njemu je živjelo 20 stanovnika.